# Fußball in Griechenland

Logo des griechischen Fußballverbandes EPO

Fußball (griechisch: Ποδόσφαιρο) ist in Griechenland der beliebteste Breiten- und Publikumssport. Größter Erfolg der griechischen Fußballnationalmannschaft war der Gewinn der Europameisterschaft 2004 in Portugal und der Sieg in der Europa Conference League 2024 durch Olympiacos Piräus.

## Der griechische Verband
Die Elliniki Podosferiki Omospondia (EPO) ist der 1926 gegründete Fußballverband des Landes.

## Ligasystem

Logo der Super League

### Erste und zweite Liga
Die erste Liga Griechenlands ist die Super League mit 14 Teams. Die zweite Liga heißt Super League 2 und hat zwei Gruppen mit jeweils 12 und 13 Mannschaften.
Olympiakos Piräus, AEK Athen, PAOK Thessaloniki und Panathinaikos Athen gehören zu den erfolgreichsten Vereinen Griechenlands.
Olympiacos war das erste und einzige griechische Team, das einen UEFA-Pokal gewann. In der Saison 2023/24 gewann es die Europa Conference League und besiegte im Finale Fiorentina. Darüber hinaus gewann die Jugendmannschaft von Olympiacos in derselben Saison die UEFA Youth League und besiegte im Finale den AC Mailand.

### Dritte Liga und vierte Liga
Die dritte Liga Football League 2 ist in vier Gruppen untergliedert. Auf diese verteilen sich 61 Mannschaften nach regionaler Zugehörigkeit. Darunter befindet sich noch die vierte Liga Delta Ethniki, die in 10 Gruppen à 16 Mannschaften gespielt wird.

## Teilnahme Griechenlands an der Fußball-Europameisterschaft

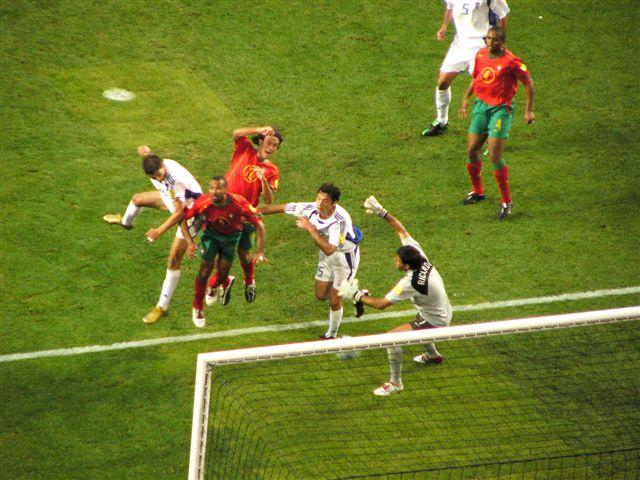
Charisteas’ Siegtreffer im Finale der Euro 2004

Griechenland nahm an der Fußball-Europameisterschaft 1980 in Italien teil und schied in der Vorrunde aus.
Bei der Fußball-Europameisterschaft 2004 gelang der Titelgewinn. Im Finale am 4. Juli besiegte Griechenland den Gastgeber Portugal mit 1:0 (Spielbericht). Da die Mannschaft vor dem Turnier als 100:1 Außenseiter gehandelt wurde, gilt dieser Erfolg als die größte Sensation im internationalen Fußball seit dem WM-Gewinn der Deutschen im Jahre 1954. Trainer der Erfolgsmannschaft ist der Deutsche Otto Rehhagel. Alle Spieler und der Trainer wurden bei der Siegesfeier im alten Olympiastadion am 5. Juli zu Ehrenbürgern Athens ernannt.
Für die Europameisterschaft 2008 in Österreich und der Schweiz qualifizierte sich der Titelverteidiger Griechenland bereits vorzeitig. Nach zwei verlorenen Spielen in der Vorrunde (0:2 gegen Schweden und 0:1 gegen Russland) war jedoch auch das vorzeitige Ausscheiden besiegelt.

## Teilnahme Griechenlands an der Fußball-Weltmeisterschaft
Griechenland nahm an den Fußball-Weltmeisterschaften in den Jahren 1994, 2010 und 2014 teil.